# Михелићи
Михелићи (итал. Micheli) је насељено место у Републици Хрватској у Истарској жупанији. Административно је у саставу Града Пореча.

## Становништво
Према последњем попису становништва из 2001. године у насељу Михелићи су живела 44 становника који су живели у 14 породичних и 3 самачка домаћинстава.
Кретање броја становника по пописима 1857—2001.
| година пописа  | 1857. | 1869. | 1880. | 1890. | 1900. | 1910. | 1921. | 1931. | 1948. | 1953. | 1961. | 1971. | 1981. | 1991. | 2001. |
| бр. становника | 0     | 0     | 49    | 50    | 69    | 96    | 0     | 0     | 71    | 67    | 57    | 51    | 36    | 36    | 44    |

Напомена:У 1857, 1869, 1921. и 1931. подаци су садржани у насељу Жбандај. Од 1890. до 1910. исказивано под именом Микелић. У 1890. и 1900. означено као део насеља. 